# Kibwe Johnson
Kibwe Johnson (ur. 17 lipca 1981) – amerykański lekkoatleta, młociarz.

## Osiągnięcia
| Rok  | Impreza                   | Miejsce        | Lokata            | Wynik |
| ---- | ------------------------- | -------------- | ----------------- | ----- |
| 2007 | Igrzyska panamerykańskie  | Rio de Janeiro | 2. miejsce        | 73,23 |
| 2007 | Mistrzostwa świata        | Osaka          | eliminacje        | NM    |
| 2010 | DécaNation                | Annecy         | 1. miejsce        | 75,12 |
| 2011 | Igrzyska panamerykańskie  | Guadalajara    | 1. miejsce        | 79,63 |
| 2011 | Mistrzostwa świata        | Daegu          | el. – 14. miejsce | 75,06 |
| 2012 | Igrzyska olimpijskie      | Londyn         | 9. miejsce        | 74,95 |
| 2014 | Puchar interkontynentalny | Marrakesz      | 8. miejsce        | 71,36 |
| 2015 | Igrzyska panamerykańskie  | Toronto        | 1. miejsce        | 75,46 |
| 2015 | Mistrzostwa świata        | Pekin          | el. – 16. miejsce | 73,75 |
| 2016 | Igrzyska olimpijskie      | Rio de Janeiro | el. –             | NM    |
| 2017 | Mistrzostwa świata        | Londyn         | el. – 32. miejsce | 68,86 |

Medalista mistrzostw USA w rzucie młotem oraz rzucie ciężarkiem.

## Rekordy życiowe
- Rzut dyskiem – 65,11 (2005)
- Rzut ciężarkiem – 25,12 (2008)
- Rzut młotem – 80,31 (2011)